# Vicente Guaita
 (juin 2023).
Si vous disposez d'ouvrages ou d'articles de référence ou si vous connaissez des sites web de qualité traitant du thème abordé ici, merci de compléter l'article en donnant les références utiles à sa vérifiabilité et en les liant à la section « Notes et références ».
Pour les articles homonymes, voir Guaita (homonymie).
Vicente Guaita Panadero, dit Guaita, né le 18 février 1987 à Torrent (province de Valence), est un joueur de football espagnol qui évolue au poste de gardien de but au Celta de Vigo.

## Biographie
Il est formé dans les catégories inférieures du FC Valence. De 2005 à 2008, il joue pour l'équipe « B » du même club.
En 2008, après le départ à la retraite de Santiago Cañizares, il effectue la pré-saison avec l'équipe « A ». Il joue des matchs de Copa del Rey et de Coupe de l'UEFA.
Le 18 janvier 2009, il joue son premier match en Liga en remplaçant Renan conte l'Athletic Bilbao.
Le 10 juillet 2010, il est prêté au Recreativo de Huelva jusqu'à la fin de la saison. Il gagne le Trophée Zamora de la Segunda División, récompensant le meilleur gardien du championnat. 
Pour la saison 2010/2011, il revient à Valence où il est le 3e gardien de l'équipe. Le 24 novembre 2010, après les blessures de César et d'Ángel Moyá, il dispute son premier match de Ligue des champions contre le champion turc en titre, Bursaspor (victoire 6-1). Le 4 décembre 2010, César non rétabli et Ángel Moyá à nouveau blessé, il connaît sa première titularisation en Liga contre le Real Madrid (défaite 2-0).
Vicente Guaita s'impose alors comme titulaire lors de cette saison 2010-2011. Il réalise une très bonne saison, qui fera de lui l'un des chouchou de Mestalla. De nombreux grands clubs voient en lui un gardien très prometteur et se renseignent auprès du club valencien tels que Manchester United, Arsenal, Milan AC. Après l'arrivée de Diego Alves au sein de l'équipe ché, Unai Emery se retrouve avec deux gardiens de très bon niveaux et déclare : « Nous avons deux très grands gardiens, c'est une chance pour nous, et je ne vais pas m'en priver ». Vicente et Diego alternerons donc les matchs de coupes et de championnats. En mai 2011, il prolonge son contrat jusqu'en 2015, permettant ainsi au FC Valence d'avoir dans son effectif deux des meilleurs gardiens de la Liga. L'« enfant de Mestalla » dispute l’intégralité des matchs de Liga, et réalise de bonnes prestations. Il est ainsi souvent comparé à la légende de Mestalla, Santiago Cañizares, notamment en raison de sa coupe de cheveux et de ses réflexes sur la ligne de but. Il devient à 23 ans, l'un des tauliers du vestiaire et gagne le cœur des "Siguidores".
Le  2 avril 2011, un drame touche le jeune portier valencian, puisque son père, Francisco Guaita meurt d'un arrêt cardiaque. Les joueurs et coéquipiers du gardien lui rendent hommage en abordant un tee-shirt le soutenant. Il sera éloigné des terrains un moment, afin de faire son deuil. 
Le 8 avril 2012, lors de la confrontation Real Madrid - FC Valence au stade Santiago Bernabéu, il réalise un match énorme pour conserver le 0-0 de son équipe, après de nombreux sauvetages inespérés qui lui ont valu une performance d'homme du match. Pour lui, ce match a été " le plus accompli de ma carrière", a-t-il lancé. Ce match lui a permis d'être révélé aux yeux du grand public, avec un grand enthousiasme médiatique autour du jeune portier murciélagos. Iker Casillas, portier du Real Madrid et champion du monde 2010, lui a même demandé son maillot à la fin du match, en signe d'admiration.

## Palmarès

### En club
Valence CF
- Vainqueur du Trophée Naranja en 2008, 2010, 2011, 2012 et 2013

### Distinctions personnelles
- 2010 : Vainqueur du Trophée Zamora de la Segunda División